# Neubat
Neubat son un grupo español de rock formado en el País Vasco. Practican una música cercana al stoner rock y cantan en euskera. El grupo se formó en Vitoria a finales de los 90. A fecha de 2006, Neubat han publicado dos álbumes, un EP y dos maquetas.
Además de su propio material, han editado dos álbumes con Sorkun, con la que trabajan tanto de banda en estudio como en directo.
Han creado su propio sello discográfico: Matasellos.

## Miembros
- Atxux - Bajo
- Ima - Batería
- Kanda - Voz y guitarra
- Libe (desde 2003) - Teclados y voz

### Otros miembros
- Gaizka (hasta 2000) - Guitarra
- Igor (hasta 2003) - Guitarra

## Discografía

### Álbumes
- Oh Saraboku Itsu A Tibi Koa!! (Autoeditado, 1999). Primera maqueta.
- Football (Autoeditado, 2000). Segunda maqueta.
- Dantzaldiko Erreginak (Metak, 2004)
- Stereosaurus (Matasellos, 2006)

### Sencillos y EP
- Neubat EP (Gara, 2000).